# Theodosius von Kiew

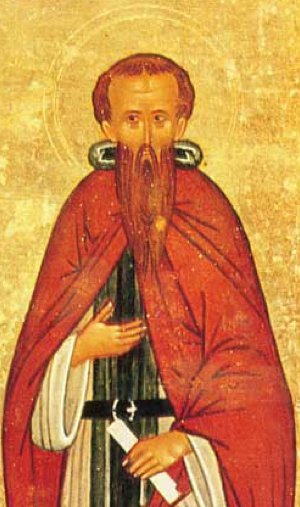
Darstellung von Theodosius von Kiew; Ende 15. Jahrhundert, Tretjakow-Galerie

Theodosius von Kiew (ukrainisch Феодосій Печерський Feodossij Petscherskyj, russisch Феодосий Печерский Feodossi Petscherski; * etwa 1036 in Wassylkiw, Kiewer Rus; † 3. Mai 1074 in Kiew) war ein orthodoxer Mönch und einer der Gründer des Mönchtums in Kiewer Rus sowie Gründer des Kiewer Höhlenklosters. In der russisch-orthodoxen Kirche wird er als Heiliger verehrt. Sein Gedenktag ist der 3. Mai.

## Leben

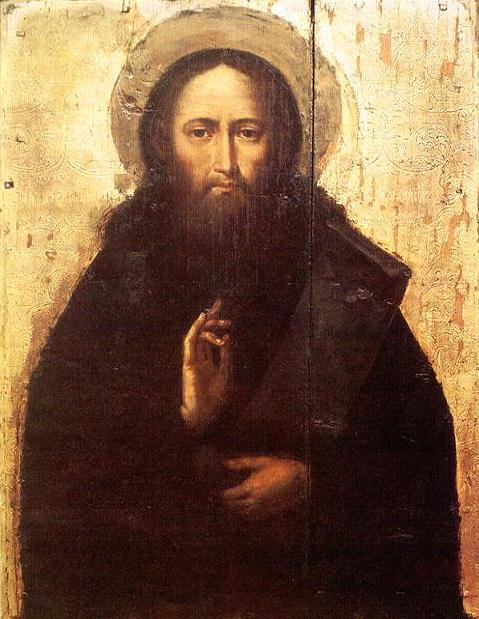
Theodosius von Kiew

Theodosius von Kiew kam als Sohn einer Bojaren-Familie in Wassylkiw bei Kiew zur Welt. Bald nach seiner Geburt zog die Familie nach Kursk, wo sein Vater Bürgermeister wurde. Er lernte im Alter von sieben Jahren lesen und schreiben und machte sich aus Büchern und Geschichten mit dem Mönchsleben bekannt, welches er nachzuahmen gedachte. Nachdem er im Alter von 14 Jahren seinen Vater verloren hatte, beschloss er, gegen den Widerstand seiner Mutter, als christlicher Asket zu leben. Sie verhinderte erfolgreich eine Pilgerreise von Theodosius nach Jerusalem und hielt ihn fortan in Fesseln, um eine abermalige Abreise zu verhindert. Er konnte jedoch nach Kiew flüchten und wurde von Antonius von Kiew aufgenommen. In den Kiewer Höhlen wurde er bald darauf Priestermönch und nicht lange Zeit später Hegumen des Klosters. Als Klostervorsteher befasste er sich mit der Erweiterung der Klostergebäude inklusive des Baus der Hauptkirche der Mariä Himmelfahrt (Baubeginn 1078) und führte für russische Klöster beispielgebende Klosterregeln ein.
Theodosius starb 1074 in Kiew und wurde im Kiewer Höhlenkloster bestattet. Nestor von Kiew, der in den 1080er Jahren eine Biografie über Theodosius verfasste, stattete 1091 seinen Reliquien einen Besuch ab. Diese wurden zu dieser Zeit in die bereits geweihte Mariä-Himmelfahrts-Kathedrale des Höhlenklosters überführt. 1108 wurde Theodosius heiliggesprochen.

## Ehrungen
- In Wassylkiw wurde eine Straße nach Antonius und Theodosius benannt.
- Der Schutzpatron des Dorfs Chodossiwka.